# 3424 Nusl
3424 Nusl је астероид главног астероидног појаса са средњом удаљеношћу од Сунца која износи 2,547 астрономских јединица (АЈ).
Апсолутна магнитуда астероида је 12,7.